# Husby-Ärlinghundra landskommun
Husby-Ärlinghundra var en tidigare kommun i Stockholms län. 

## Administrativ historik
Den bildades när 1862 års kommunalförordningar trädde i kraft i Husby-Ärlinghundra socken. Den 1 januari 1886 (enligt beslut den 17 april 1885) ändrades namnet från Husby landskommun till Husby-Ärlinghundra landskommun. Innan ändringen hade dock bruket av namnet Husby-Ärlinghundra redan förekommit.
Vid kommunreformen 1952 bildade den tillsammans med Norrsunda, Odensala och Skånela "storkommunen"  Märsta landskommun. 
År 1971 gick området upp i Sigtuna kommun.

## Politik

### Mandatfördelning i valen 1938-1946
| 11 | 6 |

| 16 |

| 11 | 6 |

| 17 |

| 9 | 8 |

| 16 |